# Nuevo Horizonte (Ayabaca)
Nuevo Horizonte es un caserío peruano ubicado en el distrito de Paimas, perteneciente a la provincia de Ayabaca del departamento de Piura, al norte del Perú. 

## Ubicación
Nuevo Horizonte se ubica al oeste de la provincia de Ayabaca, en el distrito de Paimas, en el departamento de Piura.

## Demografía
En 2017 Nuevo Horizonte tenía una población de 112 habitantes.